# Tragacantha unifulta
Tragacantha unifulta là một loài thực vật có hoa trong họ Đậu. Loài này được (L'Hér.) Kuntze miêu tả khoa học đầu tiên năm 1891.